# Каросі
Каросі́ чи кароші (яп. 過労死 — Karōshi, «смерть від перепрацювання») — запозичений термін з японської мови, яким означають явище раптової смерті внаслідок перепрацювання чи стресу або навіть суїциду. Перший випадок каросі відзначено у Японії у 1969. Зачіпає повністю здорових людей, у час великої активності.

## Причини
Кароші не є терміном суто медичним. Це соціомедичне окреслення відноситься до випадків смертей чи поважних наслідків на здоров'ї, спричинених захворюваннями серцево-судинної системи (інфаркт міокарда), причиною яких є гіпертонія і склероз з дуже великим трудовим напруженням.
Харатані Такаші — Енциклопедія здоров'я і гігієни праці (ILO 2001).
Спільною рисою для випадків каросі є надмір праці та стрес. У Японії популярна багатогодинна праця. У всіх проаналізованих випадках кароші в Японії у період з 1974— по 1990 роки смерть наставала в осіб, що працювали понад 60 годин на тиждень, які мали понад 50 понаднормових годин та не використовували більше половини відпустки. Кароші стосується не літніх працівників, а переважно успішних людей. Ускладнення стресом є дуже вагомим чинником. Жертвою кароші став навіть прем'єр Японії, Обучі Кейзо.
Уряд Японії оголосив боротьбу з кароші, однак у суспільстві смерть від перепрацювання є доказом існування успішних людей. Стає модним мати в сім'ї когось такого. Японська традиція шанувати осіб, котрі легковажать смертю, приймають каросі як віху, вирізнення для родини, стає підтвердженням урядова грошова підтримка — доволі висока як на страховку.

## Симптоми
Практично бракує симптомів. Особи, яких зачіпає кароші, відмінно почуваються, мають плани, приймають виклики, не виказують виявів драстичного перепрацювання (позаяк приховують це перед самим собою). Явище важко викрити, відомо проте, що стосується трудоголіків, осіб старанних, досконалих, водночас і непевних свого, несміливих, осіб, що недооцінюють себе, бояться оточення, таких, що підходять з підозрами до свого таланту, спонтанності чи фантазії.